# RPO ZR2

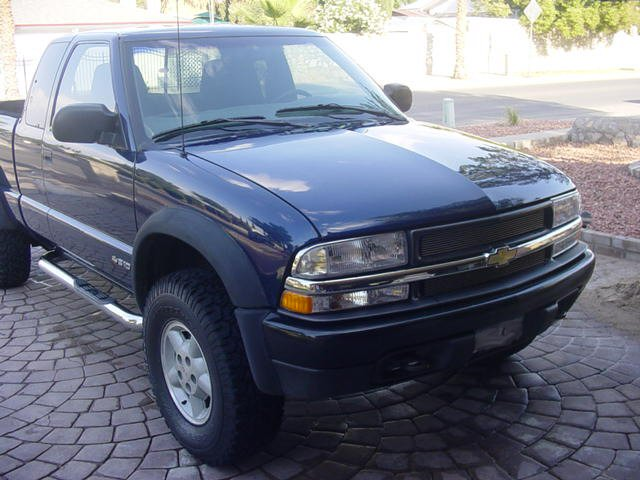
Chevrolet S-10

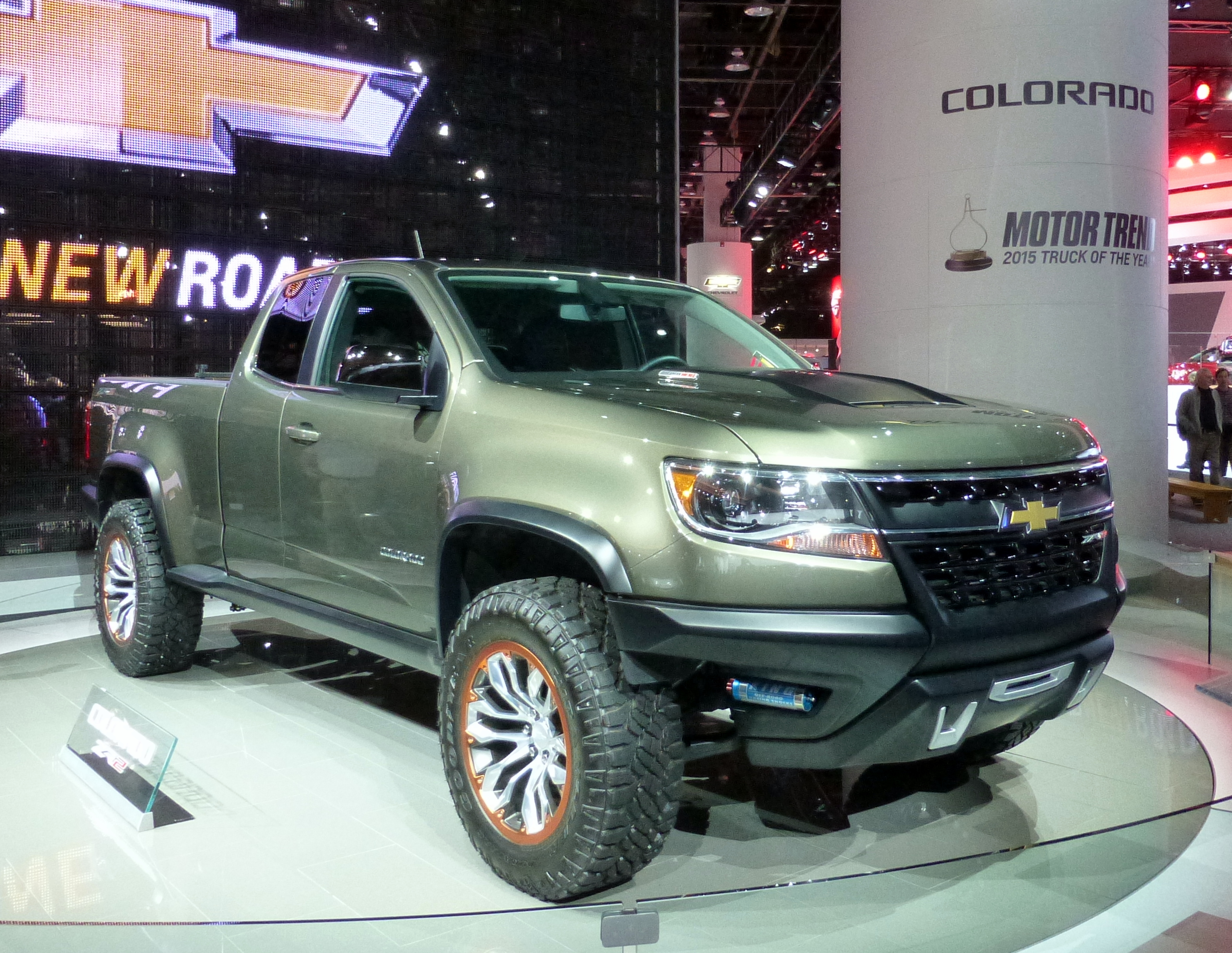
Chevy Colorado ZR2

RPO ZR2 — тип подвески, используемой на автомобилях производства General Motors:
- С 1994 года подвеска использовалась на автомобилях Chevrolet S-10.
- С 1996 года подвеска использовалась на автомобилях Chevrolet S-10 Blazer.
- С 2017 года подвеска используется на автомобилях Chevrolet Colorado.
- С 2022 года подвеска используется на автомобилях Chevrolet Silverado.

## История
Подвеска RPO ZR2 впервые была представлена в 1994 году на автомобиле Chevrolet S-10 с одинарной кабиной. С 1995 года подвеска применялась на автомобилях Chevrolet S-10 с двойной кабиной.
Начиная с 1996 года, подвеска RPO ZR2 использовалась на автомобилях Chevrolet S-10 Blazer. С 1998 года подвеска использовалась вместе с дисковыми тормозами. В 2004—2005 годах подвеска использовалась на автомобилях Chevrolet Blazer и GMC Jimmy.
С 2017 года подвеска применяется на автомобиле Chevrolet Colorado, а с 2022 года — на автомобиле Chevrolet Silverado.